# Abula
Abula (Duits: Abbul) is een plaats in de Estlandse gemeente Saaremaa, provincie Saaremaa. De plaats heeft de status van dorp (Estisch: küla).
Tot in oktober 2017 lag de plaats in de gemeente Kihelkonna. In die maand ging Kihelkonna op in de fusiegemeente Saaremaa.

## Bevolking
Het dorp had 6 inwoners op 31 december 2011 en 4 inwoners op 31 december 2021.

## Ligging
De plaats ligt aan Tagalaht, een baai aan de noordkust van het eiland Saaremaa. De kust bestaat hier uit bruingrijze kalksteen, die rijk is aan fossielen.

## Geschiedenis
Abula werd voor het eerst genoemd in 1572 onder de naam Abula, maar werd later ook genoemd onder de namen Abbola en Abbul. Het dorp heeft bij verschillende landgoederen gehoord: Mustjala, Kärla en Mõnnuste. Gedurende enkele tientallen jaren in de 18e eeuw was er een zelfstandig landgoed Abula, eigendom van de Russische staat.